# Duvalius diniensis
Duvalius de Digne
Espèce
Duvalius diniensis, le Duvalius de Digne, est une espèce d'insectes coléoptères de la famille des Carabidae.

## Description
D'une taille de 4,5 à 5,5 millimètres, il est aptère, aveugle et dépigmenté (conséquences de son mode de vie cavernicole). Son tégument a une apparence brun roussâtre brillante, ses antennes sont fines et atteignent le milieu des élytres.

## Répartition et habitat
Endémique du département des Alpes-de-Haute-Provence, il vit dans le milieu endogé et cavernicole. C'est une espèce très rare. 
La sous-espèce melanensis n'est connue que de la grotte Saint-Vincent située sur la commune du Castellard-Mélan.

## Liste des sous-espèces
Selon GBIF (21 janvier 2024) :
- Duvalius diniensis diniensis (Peyerimhoff, 1904)
- Duvalius diniensis melanensis Giordan & Raffaldi, 1999
- Duvalius diniensis peyerimhoffi (Jakobson, 1906)

## Classification
Le nom valide complet (avec auteur) de ce taxon est Duvalius diniensis (Peyerimhoff, 1904).
L'espèce a été initialement classée dans le genre Trechus sous le protonyme Trechus diniensis Peyerimhoff, 1904,.
Le nom vernaculaire de cette espèce est Duvalius de Digne.
Duvalius diniensis a pour synonyme :
- Trechus diniensis Peyerimhoff, 1904[3]
- Trechus (Anophthalmus) diniensis Peyerimhoff, 1904[4]

## Étymologie
Son épithète spécifique, composée de dini et du suffixe latin -ensis, « qui vit dans, qui habite », lui a été donnée en référence à sa localité type, la grotte de Cousson près de Digne. 

## Publication originale
- P. de Peyerimhoff, « Coléoptères cavernicoles inédits recueillis dans les Basses-Alpes. Première note : Carabidae », Bulletin de la Société entomologique de France, Paris, SEF, vol. 9, no 13,‎ 1904, p. 201-203 (ISSN 0037-928X et 2540-2641, OCLC 1765811, DOI 10.3406/BSEF.1904.23550, lire en ligne).